# Mistral AI
A franciaországi Párizsban székhellyel rendelkező Mistral AI mesterséges intelligencia (MI) termékekre specializálódott, és a nyílt súlyú nagy nyelvi modellekre (LLM) összpontosít. A 2023 áprilisában a Google DeepMind és a Meta Platforms korábbi mérnökei által alapított vállalat a saját fejlesztésű AI-rendszerek alternatívájaként vált ismertté. A cég a mistralról - egy erős, hideg dél-franciaországi szélről - kapta a nevét, és az AI területén a nyitottságot és az innovációt hangsúlyozta. A Mistral AI a szabadalmaztatott modellek alternatívájaként pozícionálja magát.
A Mistral AI 2023 októberében 385 millió eurót gyűjtött össze. 2023 decemberére több mint 2 milliárd dollárra értékelték.
2024 júniusában a Mistral AI 600 millió eurós (645 millió amerikai dolláros) alapítói kört biztosított, ami 5,8 milliárd euróra (6,2 milliárd dollárra) emelte az értékelését. 2024 júniusában a General Catalyst kockázati tőkecég vezetésével ez a kör további hozzájárulásokat eredményezett a meglévő befektetőktől. Az alapok célja a vállalat terjeszkedésének támogatása.
A Mistral AI három nyílt forráskódú modellt tett közzé, amelyek súlyként elérhetőek. Emellett további három modell - Small, Medium és Large - csak API-n keresztül érhető el..
Az értékelés alapján a vállalat a globális AI versenyben a negyedik helyen áll, a San Francisco Bay Area-n kívül pedig az első helyen, megelőzve több versenytársát, például a Cohere, Hugging Face, Inflection, Perplexity és Together-t. A Mistral AI célja az AI „demokratizálása” a nyílt forráskódú innovációra összpontosítva.